# Jan Szumski (historyk)
Jan Szumski – polski historyk, adiunkt w Instytucie Historii Nauki im. Ludwika i Aleksandra Birkenmajerów Polskiej Akademii Nauk w Warszawie, nauczyciel akademicki, doktor habilitowany.

## Życiorys
Absolwent Wydziału Historycznego Uniwersytetu Grodzieńskiego, Studium Europy Wschodniej Uniwersytetu Warszawskiego oraz Szkoły Nauk Społecznych przy Instytucie Filozofii i Socjologii PAN. Stopień naukowy doktora uzyskał w 2007 na podstawie rozprawy pt. Sowietyzacja Zachodniej Białorusi w latach 1944-1953. Propaganda i edukacja w służbie ideologii (promotor: Leszek Zasztowt). Habilitacja w 2016 (ZSRR wobec nauki historycznej w Polsce w latach 1945-1964). Pracuje w Instytucie Historii Nauki im. Ludwika i Aleksandra Birkenmajerów Polskiej Akademii Nauk i w Uniwersytecie Kardynała Stefana Wyszyńskiego w Warszawie. Był stypendystą Higher Education support Program (HESP), Niemieckiego Instytutu Historycznego, Herda Henkel Stiftung, Fundacji na rzecz Nauki Polskiej oraz Fundacji Fulbrighta. Jest sekretarzem redakcji czasopisma "Rozprawy z Dziejów Oświaty", sekretarzem naukowym Komisji Historyków Polski i Rosji oraz członkiem Komisji Rewizyjnej Kasy im. Józefa Mianowskiego Fundacji Popierania Nauki. Zajmuje się historią stosunków polsko-sowieckich w okresie powojennym oraz relacji w sferze nauki zwłaszcza w dziedzinie nauki historycznej.

## Wybrane publikacje
- (redakcja) Przewrót majowy 1926 roku w oczach Kremla, pod red. Bogdana Musiała przy współpracy Jana Szumskiego, Warszawa: Instytut Pamięci Narodowej – Komisja Ścigania Zbrodni przeciwko Narodowi Polskiemu 2009.
- Sowietyzacja Zachodniej Białorusi 1944–1953: propaganda i edukacja w służbie ideologii, Kraków: Wydawnictwo Arcana 2010 (przekład na język białoruski, dwa wydania – 2012, 2014).
- (redakcja) Geneza paktu Hitler-Stalin: fakty i propaganda, pod red. Bogdana Musiała i Jana Szumskiego, Warszawa: Instytut Pamięci Narodowej – Komisja Ścigania Zbrodni przeciwko Narodowi Polskiemu 2012.
- Polityka a historia: ZSRR wobec nauki historycznej w Polsce w latach 1945-1964, Warszawa: Instytut Historii Nauki im. Ludwika i Aleksandra Birkenmajerów Polskiej Akademii Nauk – Oficyna Wydawnicza Aspra-Jr 2016.